# Bureau Buitenland
Bureau Buitenland is een Nederlands radio- en televisieprogramma van de VPRO. Het wordt op werkdagen uitgezonden op NPO Radio 1 van 13.30 tot 14.00 uur, en op zondag op NPO 2 van 22.40 tot 23.10 uur. Het programma wordt beurtelings gepresenteerd door Sophie Derkzen, Tim de Wit en Laila Frank.
Het programma behandelt nieuwsonderwerpen uit het buitenland en geopolitiek. Eerdere presentatoren waren Chris Kijne en Eric Arends. Invallers waren eerder Tessel Blok, Naeeda Aurangzeb en Rik Delhaas en (anno 2024) Kijne en Eva Koreman. Onder de naam Café Europa werden in 2015 enkele uitzendingen niet vanuit de studio uitgezonden, maar vanuit een zaal met publiek.
In 2014 en 2015 werd het programma drie keer per week uitgezonden van 9 tot 10 uur. Daarvoor was het een onderdeel van Villa VPRO en een radioprogramma op de zondagavond. Tussen 2015 en 2018 werd er uitgezonden van 20:00 tot 20:30. Tussen 2018 en 2022 van 19.00 tot 19.30 uur. In 2022 werd het programma bekroond met de Zilveren Reissmicrofoon. In 2023 won het programma de prijs opnieuw, ditmaal voor de podcast Stad in oorlog: Charkiv één jaar onder vuur.
Vanaf 6 april 2025 is Bureau Buitenland ook wekelijks op televisie te zien. Op NPO 2 wordt het programma 's zondags van 22.40 tot 23.10 uitgezonden.